# Johnny Mølby
Johnny Mølby est un footballeur danois, né le 4 février 1969 à Kolding. Il est le cousin de Jan Mølby.

## Palmarès
- 16 sélections et 0 but avec l'équipe du Danemark entre 1989 et 1992.